# Aguazul (kommun)
Aguazul är en kommun i Colombia.   Den ligger i departementet Casanare, i den centrala delen av landet, 180 km öster om huvudstaden Bogotá. Antalet invånare är 28 327.